# Rechtsanwaltschaft am Reichsgericht
Die Rechtsanwaltschaft am Reichsgericht waren Rechtsanwälte, die nur beim Reichsgericht 1879–1945  zugelassen waren.

## 1879–1945

### Tätigkeitsbereiche, Überblick
Vor dem Reichsgericht konnten in Zivilsachen grundsätzlich nur besonders zugelassene Rechtsanwälte auftreten. Rechtsanwälte wurden gemäß § 99 RAO 1878 durch das Präsidium des Reichsgerichts nach Ermessen zugelassen. Dafür wurde ein Gutachten des betreffenden Oberlandesgerichtspräsidenten und des betreffenden Vorstands der Anwaltskammer eingeholt und die Anwaltskammer des Reichsgerichts angehört. Die Rechtsanwälte hatten ihre eigene Anwaltskammer beim Reichsgericht. Sie besetzten die anwaltlichen Stellen des Ehrengerichtshofs beim Reichsgericht.
Im Entwurf des GVG war im Titel XIa noch vorgesehen, dass zuvor mindestens 5 Jahre ein juristischer Beruf ausgeübt wurde und ein Recht auf Zulassung durch den Reichsgerichtspräsidenten bestand. Im anschließenden Entwurf zur RAO fanden die Regelungen zur Reichsgerichtsrechtsanwaltschaft ihren Platz. Hier sah der Entwurf die Zulassung durch den Reichskanzler vor. Windthorst (Zentrum) war gegen die Zulassung durch den Reichskanzler. Das Plenum des ROHG erstattete inzwischen ein Gutachten, in dem die Singularzulassung gefordert wurde. Schließlich wurden die 5 Berufsjahre gestrichen und die Zulassung durch das Präsidium als das „kleinere Übel“ angesehen, da Bismarck nach Ende des Kulturkampfs 1878 die Annäherung an das Zentrum suchte.
Die Anzahl der Rechtsanwälte war nicht durch einen Numerus clausus beschränkt. Es gab gleichzeitig zwischen 20 und 28 zugelassene Anwälte. 1914 hatte im Durchschnitt jeder der 22 Anwälte 290 Sachen im Jahr zu bearbeiten. Eine schriftsätzliche Revisionserwiderung war nicht üblich.

### Anwälte
| Nr. | Name                                       | Herkunft                             | Zulassung                   | Löschung                              | |
| --- | ------------------------------------------ | ------------------------------------ | --------------------------- | ------------------------------------- | --- |
| 1   | Adolf Stegemann (1823–)                    | Preußen/Brandenburg                  | 1. Oktober 1879             |                                       | |
| 2   | Wilhelm Reuling (1823–1901)                | Hessen                               | 1. Oktober 1879             | 23. November 1891                     | Mandat Agfa im Kongorotprozess |
| 3   | Emil Sachs (1842–1912)                     | Preußen/Schlesien                    | 1. Oktober 1879             | 1. März 1907                          | |
| 4   | Friedrich Arndts (1826–)                   | Preußen/Westfalen                    | 1. Oktober 1879             | 15. Juli 1904                         | |
| 5   | Otto Bohlmann (1833–)                      | Preußen/Posen                        | 1. Oktober 1879             | 27. August 1886                       | |
| 6   | Carl Braun (1822–1893)                     | Preußen/Hessen                       | 1. Oktober 1879             | 20. August 1887                       | |
| 7   | Theodor Bussenius (1824–1899)              | Preußen/Sachsen                      | 1. Oktober 1879             | † 16. März 1899                       | Mandat Küchler |
| 8   | Karl Dorn (1816–1893)                      | Preußen/Schlesien                    | 1. Oktober 1879             | 20. August 1889                       | DAV-Vorsitzender 1874–1889 |
| 9   | Gottfried Fenner (1829–1902)               | Preußen/Hessen-Nassau                | 1. Oktober 1879             | 31. März 1902                         | |
| 10  | Joseph Johannsen (1833–1882)               | Preußen/Schleswig-Holstein           | 1. Oktober 1879             | († 24.) 25. September 1882            | Begründer der Schleswiger Nachrichten |
| 11  | Alfred Lüntzel (1833–1910)                 | Preußen/Hessen                       | 1. Oktober 1879             | 1. Oktober 1887                       | |
| 12  | Hermann Mecke (1834–1902)                  | Preußen/Rheinprovinz                 | 1. Oktober 1879             | † 29. Januar 1902                     | DAV-Vorsitzender 1891–1902 |
| 13  | Franz Robert Patzki (1836–1905)            | Preußen/Westpreußen                  | 1. Oktober 1879             | 15. Dezember 1905                     | |
| 14  | Ernst Ludwig Romberg (1823–1913)           | Preußen/Brandenburg                  | 1. Oktober 1879             | 1. Dezember 1907                      | |
| 15  | Gustav Ludwig Gerhard Fels (1833–1904)     | Oldenburg                            | 1. Oktober 1879             | († 7. Juni) 7. Juli 1904              | |
| 16  | Julius Erythropel (1843–1915)              | Oldenburg                            | 1. Oktober 1879             | 3. März 1911                          | DAV-Vorsitzender 1902–1909; Vater von Wilhelm Erythropel (1873–1955)                                                                                   |
| 17  | Friedrich Crome (1821–1883)                | Lübeck                               | 1. Oktober 1879             | 17. Dezember 1883                     | |
| 18  | Heinrich Karl Ernst Bernhard Luden (1842–) | Sachsen-Weimar                       | 1. Oktober 1879             | 28. September 1887                    | Großvater Heinrich Luden |
| 19  | Louis Seelig (1841–1912)                   | Preußen-Brandenburg/Sachse           | 1. Oktober 1879             | 1912                                  | |
| 20  | Theodor Thomsen (1840–1927)                | Preußen-Schleswig-Holstein/Hamburger | 1. Oktober 1879             | 22. Juli 1893                         | Senatspräsident am Oberlandesgericht Hamburg |
| 21  | Karl Lewald (1843–1924)                    | Baden                                | 1. Oktober 1879             | 2. Februar 1910                       | Vater Ernst Anton Lewald; Sohn Hans Lewald |
| 22  | Gustav Schulze (1832–1901)                 | Preußen/Brandenburg                  | 8. Juli 1886                | † 24. Juni 1901                       | |
| 23  | Max Deiß (1847–1910)                       | Lübeck                               | 10. November 1887           | 27. Dezember 1910                     | |
| 24  | Fritz Hacke (1842–1922)                    | Preußen/Hannover                     | 24. November 1887           | 1912                                  | |
| 25  | Martin Scherer (1851–1938)                 | Hessen                               | 24. November 1887           | 1936                                  | |
| 26  | Peter Kloeppel (1840–1902)                 | Preußen/Rheinprovinz                 | 19. Dezember 1887           | 6. März 1902                          | |
| 27  | Julius Haber (1844–1920)                   | Preußen/Schlesien                    | 5. Januar 1888              | 8. März 1913                          | DAV-Vorsitzender 1909–1918; Onkel von Fritz Haber |
| 28  | August Paul Herr (1840–1912)               | Preußen/Pommern                      | 11. März 1889               | 16. April 1910                        | |
| 29  | Eduard Leopold Karl Levita (1824–)         | Hessen                               | 18. November 1889           | 28. März 1890                         | |
| 29  | Wilhelm Putzler (1856–1927)                | Preußen/Brandenburg                  | 3. Dezember 1891            | 23. April 1919                        | |
| 30  | Heinrich Tinsch (1854–1894)                | Bayern                               | 29. Februar 1894            | († 19.) 21. August 1894               | |
| 31  | Ernst Ludwig Krantz (1851–1918)            | Preußen/Ostpreußen                   | 21. Januar 1895             | 30. Juni 1902                         | Reichsgerichtsrat |
| 32  | Emil Boyens (1848–1925)                    | Preußen/Schleswig-Holstein           | 2. Januar 1896              | Anfang 1925                           | |
| 33  | Romanus Braubach (1851–1904)               | Preußen/Rheinprovinz                 | 13. Januar 1896             | († 4.) 5. März 1904                   | |
| 34  | Georg Wildhagen (1857–1947)                | Preußen/Hannover                     | 26. Juni 1897               | 1. Juli 1939                          | |
| 35  | Karl Scheele (1850–1920)                   | Preußen/Westfalen                    | 4. Mai 1899                 | 1. Juli 1909                          | Sohn Hugo Scheele |
| 36  | Johannes Junck (1861–1940)                 | Sachsen                              | 4. Mai 1899                 | 1. August 1939                        | |
| 37  | Karl Bürck (1868–1940)                     | Baden/Bayern                         | 11. August 1902             | 6. Dezember 1905 („Geisteskrankheit“) | Onkel von Johannes R. Becher |
| 38  | Heinrich Malkwitz (1859–1912)              | Preußen/Ostpreußen                   | 9. August 1902              | 9. Januar 1912                        | |
| 38  | Arnold Zenetti (1854–1917)                 | Bayern                               | 11. August 1902             | Dezember 1917                         | Vater Julius von Zenetti |
| 39  | Richard Schall (1852–1915)                 | Württemberger                        | 11. September 1904          | September 1915                        | Vorsitzender der Deutschen Partei 1892–1901 |
| 40  | Adolf Eickhoff (1856–1925)                 | Preußen                              | 17. September 1904          | Juli 1925                             | |
| 41  | Paul Syring (1856–1928)                    | Preußen                              | 29. Dezember 1904 bzw. 1922 | 1919 bzw. 1928                        | |
| 42  | Rudolf Lehmann (1868–1917)                 | Hamburg                              | 2. Januar 1905              | August 1917                           | |
| 43  | Joseph Kaiser (1869–1940)                  | Bayern                               | 10. Januar 1905             | † 23. Oktober 1940                    | |
| 44  | Alfred Kurlbaum (1868–1938)                | Bayern                               | 10. Januar 1905             | † 26. August 1938                     | DAV-Vorsitzender 1920–1924; Schwiegervater von Nikolaus Pevsner                                                                                        |
| 45  | Paul Axhausen (1869–1962)                  | Preußen                              | 15. Januar 1906             |                                       | |
| 46  | Wilhelm Bodenstein (1856–)                 | Preußen                              | 8. Februar 1906             | † 4. Oktober 1933                     | |
| 47  | Bruno Brücklmeier (1872–1943)              | Bayern                               | 5. Juni 1907                | 1. Oktober 1940                       | Sohn Eduard Brücklmeier |
| 48  | Salomon Ganz (1865–1920)                   | Hessen                               | 8. Juni 1907                | Januar 1920                           | |
| 49  | Robert Süpfle (1864–1932)                  | Baden                                | 6. Juni 1910                | † 22. September 1932                  | |
| 50  | Johannes Mittelstaedt (1869–1931)          | Preußen                              | 11. Juli 1910               | 25. Januar 1931                       | Vater Otto Mittelstaedt |
| 51  | Franz Bitter (1865–1924)                   | Preußen/Hannover                     | 14. Februar 1912            | 1922                                  | Reichsgerichtsrat |
| 52  | Heinrich Schrömbgens (1874–1956)           | Preußen/Rheinprovinz                 | 14. Februar 1912            | 1944/45                               | Rechtsanwalt beim Bundesgerichtshof 1950–1956; Studienfreund Adenauers                                                                                 |
| 53  | Arthur Regely (1865–)                      | Preußen/Posen                        | 7. Mai 1913                 |                                       | |
| 54  | Pierre Siméon (1867–1915)                  | Berlin                               | 7. Mai 1913                 | November 1915                         | |
| 55  | Hermann Huber (1871–1955)                  | Bayern/Rheinpfalz                    | 10. Januar 1919             | 1945                                  | Rechtsanwalt beim Bundesgerichtshof 1950–1955 |
| 56  | Philipp Seuffert (1871–1957)               | Bayern                               | 9. Januar 1919              | 1. April 1944                         | Pflichtverteidiger van der Lubbes im Reichstagsbrandprozess                                                                                            |
| 58  | Harald Hansen (1882–1940)                  | Lübeck                               | 9. Januar 1919              | 1. oder 8. Dezember 1939              | |
| 59  | Hans Geutebrück (1869–1946)                | Preußen/Provinz Sachsen              | 16. Dezember 1919           | 1945                                  | |
| 60  | Hermann Kieffer (1878–1940)                | Rheinpfalz                           | 16. Dezember 1919           | † 2. November 1940                    | |
| 61  | Hans Soldan (1870–1940)                    | Hessen                               | 27. Juli 1923               | 12. August 1940                       | Hans Soldan Stiftung |
| 62  | Julius Fuchslocher (1881–1969)             | Hessen-Nassau                        | 4. Dezember 1925            | 1945                                  | Rechtsanwalt beim BGH 1950–1969 |
| 63  | Wilhelm Kraemer (1874–1956)                | Preußen/Berlin                       | 4. Dezember 1925            | 1945                                  | Notar in Berchtesgaden; Rechtsanwalt beim BGH 1950–1956                                                                                                |
| 64  | Georg Benkard (1881–1955)                  | Preußen/Frankfurt/Main               | 23. Dezember 1927           | 1945                                  | Richter beim BGH |
| 64  | Carl Günther Ruland (1874–1962)            | Sachsen-Weimar                       | 24. Dezember 1927           | 1945                                  | 1948–50 Präsident OLG Sachsen; MdL 1946–50 (CDU) |
| 65  | Hans Drost (1882–1964)                     | Preußen/Breslau                      | 2. Januar 1928              | 1945                                  | Richter beim BGH |
| 66  | Georg Petersen (1889–1971)                 | Hamburg                              | 9. Dezember 1929            | 1945                                  | 1945 Oberlandesgerichtsrat in Hamburg, 1946–1949 Zentral-Justizamt für die Britische Zone, 1950–1956 im Bundesjustizministerium Leiter der Abteilung I |
| 67  | Franz Schulte (1878–1958)                  | Hamm                                 | 7. Januar 1930              | 1945                                  | |
| 68  | Martin Meyerowitz (1869–1942)              | Königsberg                           | 1930                        | 30. November 1938                     | Gestorben im KZ Flossenbürg |
| 69  | Hans Kirchberger (1884–1968)               | Leipzig                              | 20. Februar 1930            | 30. November 1938                     | Rechtsanwalt beim BGH 1950–1968 |
| 70  | Willy Reinberger (1895–1944)               | Berlin                               | 30. Oktober 1933            | † 6. Juli 1944                        | Gegner Neuberts in Kammervorstandsnachwahl am 11. Februar 1933                                                                                         |
| 71  | Hugo Conrad (1891–1960)                    | Stettin                              | 1. Juli 1934                | 1945                                  | Rechtsanwalt beim BGH 1950–1960 |
| 72  | Eberhard Fiedler (1898–1947)               |                                      | 1934                        | 1936                                  | Mitglied des Rats der Deutschen Evangelischen Kirche Oktober 1934, Leiter der juristischen Abteilung im Präsidium der Bekenntnissynode                 |
| 74  | Walter Schoffer (1893–1975)                | Stuttgart                            | 21. Juni 1935               | 1945                                  | Rechtsanwalt beim BGH Juli 1950–1975 |
| 75  | Erwin Rieger                               |                                      | 24. Juni 1941               |                                       | |
| 76  | Walter Derganz                             |                                      | 24. Juni 1941               |                                       | |
| 77  | Vincenz Uhlhorn (1887–1943)                |                                      | 1942                        | † 11. Mai 1943                        | |
| 78  | Ernst August Utescher (1895–1957)          | Hamburg                              | 1942                        |                                       | Vorsitzender des Unterausschusses für Wettbewerbsrecht in der Akademie für Deutsches Recht                                                             |
| 79  | Georg Greuner (1897–1978)                  |                                      | 4. November 1943            | 1945                                  | Vater Rudolf Greuner; Rechtsanwalt beim BGH 1953–1978                                                                                                  |